# Милфорд (Делавэр)
Ми́лфорд (англ. Milford) — город, шестой по населению в штате, в округах Сассекс и Кент, штат Делавэр, США.

## География

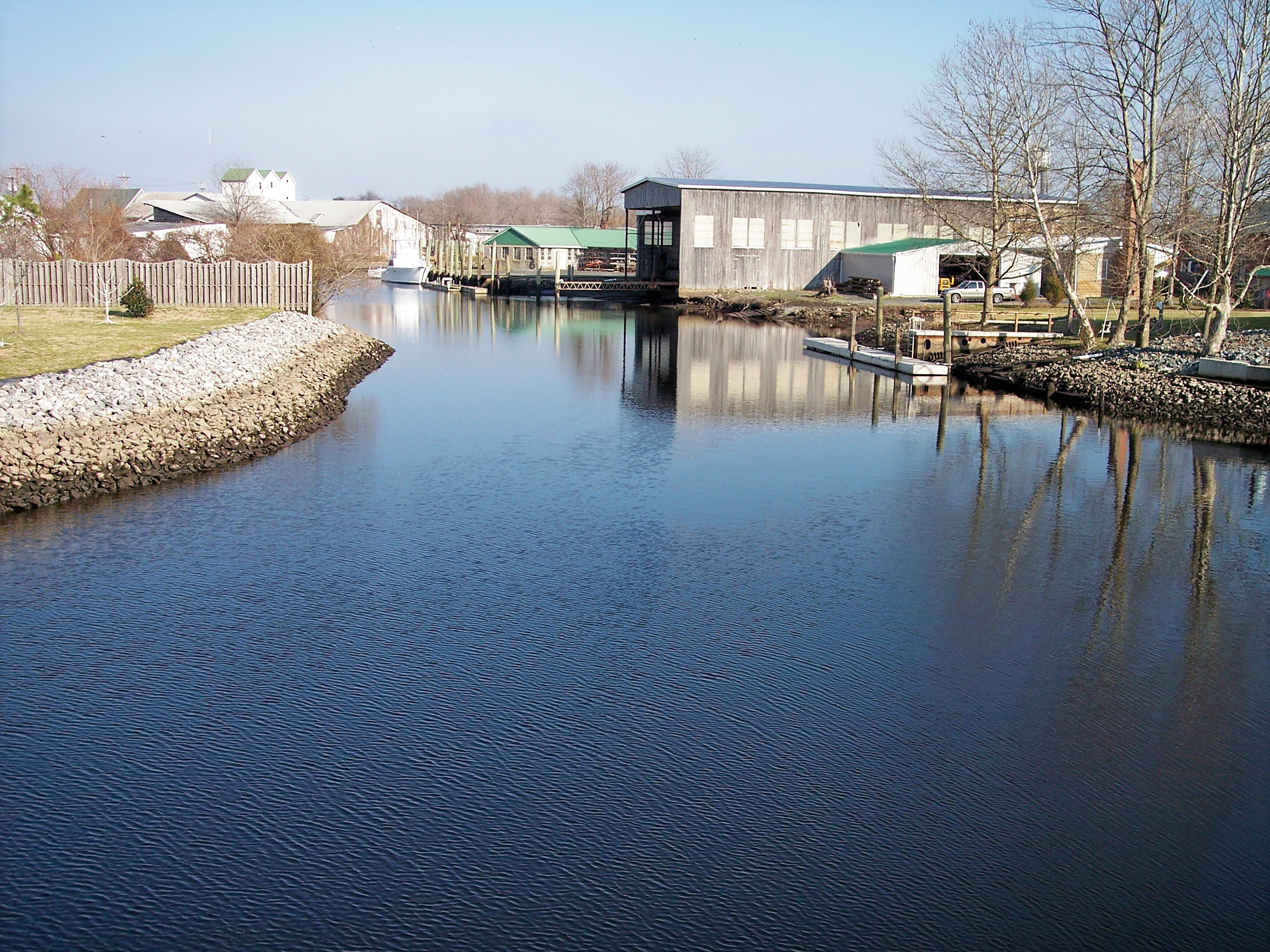
Река Миспиллион на территории города

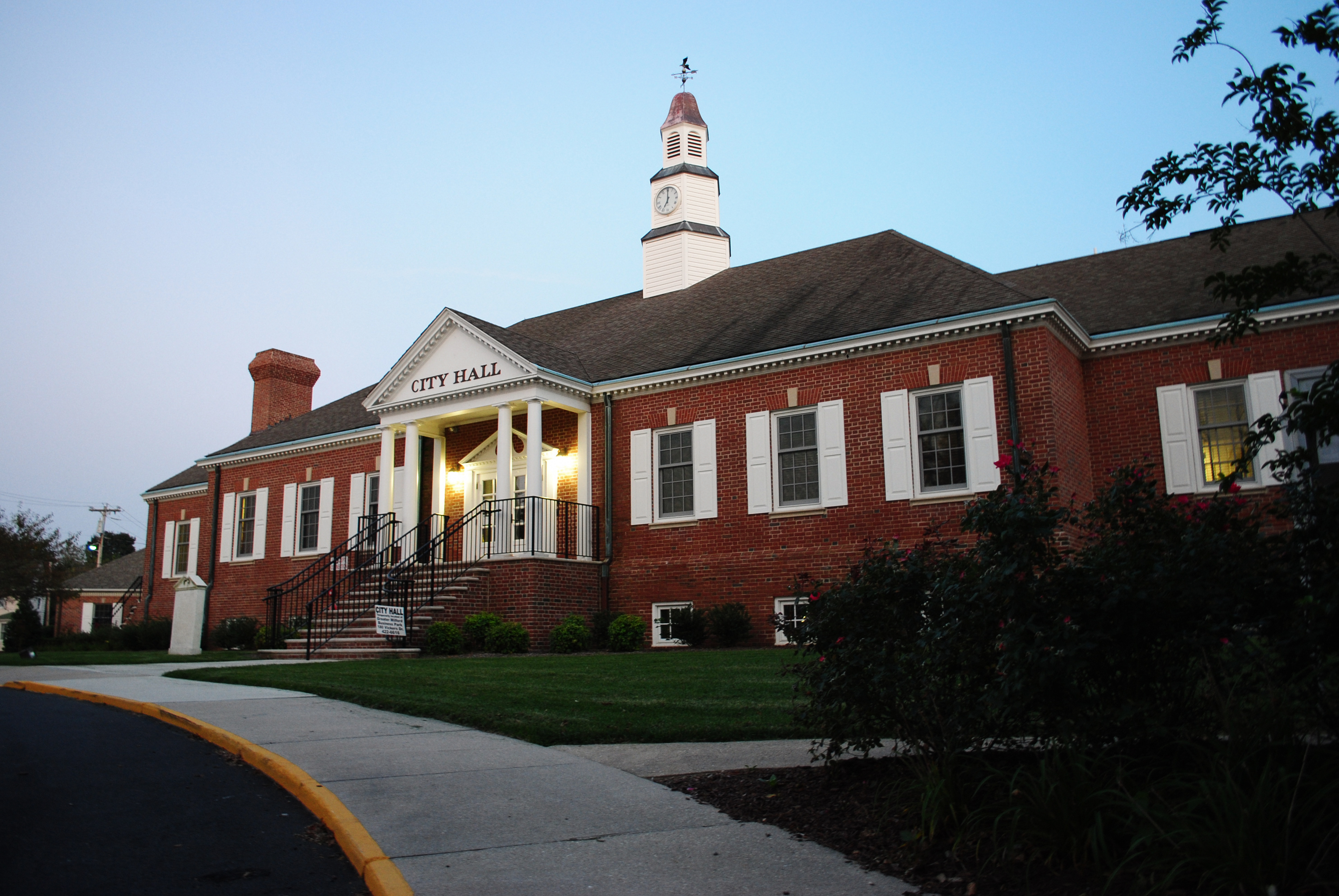
Мэрия

Милфорд стоит на реке Миспиллион, его площадь составляет 15 км², из которых 0,2 км² занимают открытые водные пространства. В нескольких местах река уходит под землю, образуя озёра, крупнейшие из которых, Хэвен и Силвер, расположены в западной части города. Также через западную часть города проходит автомагистраль US 113.

## История
Первое поселение на месте будущего Милфорда было основано со стороны округа Кент Генри Боуэном в 1680 году — это была лесопилка. Спустя примерно век преподобный Сиденхэм Торн перегородил в этих же местах реку Миспиллион плотиной, которая вырабатывала энергию для его мельницы и лесопилки. Примерно в это же время другой горожанин, Джозеф Оливер, проложил первые улицы и дал имя центральной — Фронт-стрит.
С 1770-х годов и до 1920-х, когда был вырублен последний дуб в окру́ге, Милфорд был кораблестроительным городом, в частности, в 1917 году в городе был построен четырёхмачтовый корабль длиной 53 метра Albert F. Paul, в лучшие времена в этом небольшом городке одновременно работали шесть верфей.
Город был инкорпорирован 5 февраля 1807 года.
30 мая 2003 года в исторической части города произошёл пожар, уничтоживший семь коммерческих зданий, три жилых дома и церковь, ущерб оценили в один миллион долларов. Погибших не было, но пострадало семь человек, из них шесть пожарных. В ликвидации возгорания принимали участие более двухсот огнеборцев, прибывших из 19 городов двух штатов.

## Демография
Расовый состав (2000)
- белые — 68,0 %
- афроамериканцы — 23,3 %
- коренные американцы — 0,3 %
- азиаты — 1,0 %
- уроженцы тихоокеанских островов и Гавайев — 0,2 %
- прочие расы — 4,2 %
- смешанные расы — 3,0 %
- латиноамериканцы (любой расы) — 8,8 %[6]

Происхождение предков
- англичане — 13,5 %
- ирландцы — 8,6 %
- немцы — 8,2 %
- итальянцы — 4,1 %[6]

## Достопримечательности

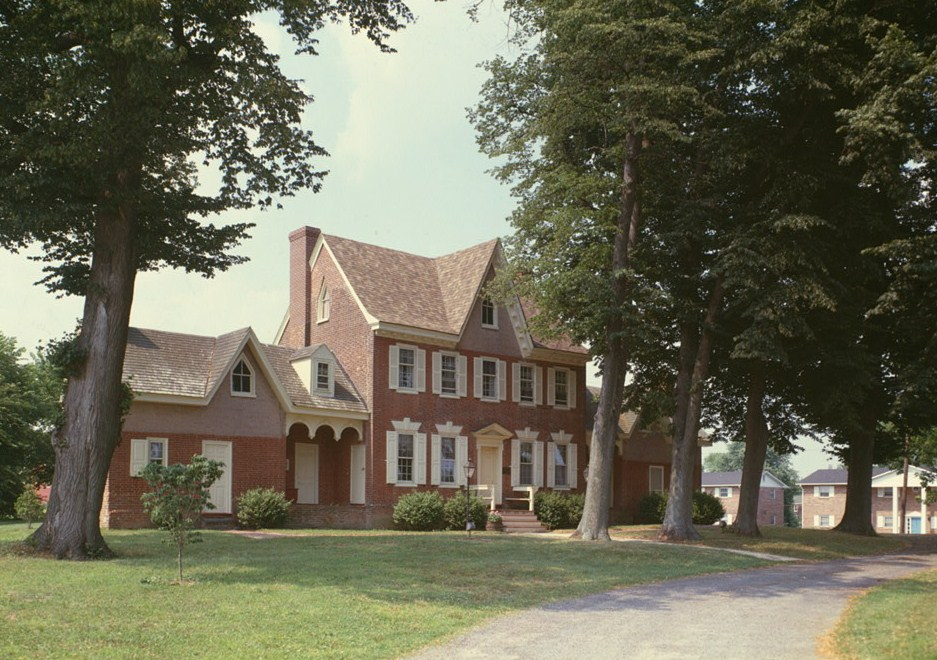
Особняк Парсона Торна (Parson Thorne Mansion)

- Особняк Парсона Торна (англ. Parson Thorne Mansion) — построен в 1730—1735 годах, включён в Национальный реестр исторических мест США в 1971 году.
- Исторический дом «Башни» (The Towers) — построен в 1783 году, с середины 1980-х годов является гостиницей.
- Милфордский музей[7].
- Природная зона острова Гоут (Goat Island Nature Area)[8].